# Onny Parun
Onny Parun, OBE (* 15. April 1947 in Wellington) ist ein ehemaliger neuseeländischer Tennisspieler.

## Karriere
Zwischen 1974 und 1980 gewann er in seiner Karriere fünf Titel im Einzel und zwei im Doppel. Im Finale der Australian Open 1973 spielte er gegen John Newcombe, unterlag ihm jedoch in vier Sätzen mit 3:6, 7:6, 5:7 und 1:6. Die Doppelkonkurrenz der French Open 1974 gewann Parun mit dem Australier Dick Crealy gegen die US-Amerikaner Stan Smith und Bob Lutz in fünf Sätzen mit 6:3, 6:2, 3:6, 5:7 und 6:1.
Sein Bruder Tony spielte auch Tennis, wie auch dessen Söhne Anthony und Bernard, jedoch unter deutscher Flagge.

## Erfolge
| Legende                        |
| Grand Slam                     |
| Masters Grand Prix/WCT Finals  |
| Grand Prix Championship Series |
| Grand Prix World Series (8)    |
| ATP Challenger Series (1)      |

### Einzel

#### Turniersiege

##### ATP Tour
| Nr. | Datum             | Turnier      | Belag     | Finalgegner    | Ergebnis                |
| --- | ----------------- | ------------ | --------- | -------------- | ----------------------- |
| 1.  | 8. Januar 1973    | Auckland (1) | Rasen     | Patrick Proisy | 4:6, 6:7, 6:2, 6:0, 7:6 |
| 2.  | 3. November 1974  | Jakarta      | Hartplatz | Kim Warwick    | 6:3, 6:3, 6:4           |
| 3.  | 16. November 1974 | Bombay       | Sand      | Tony Roche     | 6:3, 6:3, 7:6           |
| 4.  | 12. Januar 1975   | Auckland (2) | Rasen     | Brian Fairlie  | 4:6, 6:4, 6:4, 6:7, 6:4 |
| 5.  | 31. Dezember 1975 | Auckland (3) | Rasen     | Brian Fairlie  | 6:2, 6:3, 4:6, 6:3      |
| 6.  | 6. April 1976     | Johannesburg | Hartplatz | Cliff Drysdale | 7:6, 6:3                |

##### Challenger Tour
| Nr. | Datum        | Turnier   | Belag | Finalgegner | Ergebnis      |
| --- | ------------ | --------- | ----- | ----------- | ------------- |
| 1.  | 2. Juni 1980 | Beckenham | Rasen | Sandy Mayer | 6:4, 4:6, 9:7 |

#### Finalteilnahmen
| Nr. | Datum              | Turnier         | Finalgegner | Ergebnis             |                         |
| --- | ------------------ | --------------- | ----------- | -------------------- | ----------------------- |
| 1.  | 31. Januar 1968    | Auckland (1)    | Rasen       | Barry Phillips-Moore | 3:6, 8:6, 6:1, 3:6, 2:6 |
| 2.  | 26. Dezember 1972  | Australian Open | Rasen       | John Newcombe        | 3:6, 7:6, 5:7, 1:6      |
| 3.  | 10. September 1973 | Aptos           | Hartplatz   | Jeff Austin          | 6:7, 4:6                |
| 4.  | 7. Januar 1974     | Auckland (2)    | Rasen       | Björn Borg           | 4:6, 3:6, 1:6           |
| 5.  | 21. Juli 1974      | Kitzbühel       | Sand        | Balázs Taróczy       | 1:6, 4:6, 4:6           |
| 6.  | 7. Dezember 1974   | Adelaide        | Rasen       | Björn Borg           | 4:6, 4:6, 6:3, 2:6      |
| 7.  | 21. März 1976      | Washington      | Teppich (i) | Harold Solomon       | 3:6, 1:6                |

### Doppel

#### Turniersiege
| Nr. | Datum          | Turnier     | Partner       | Finalgegner               | Ergebnis                |
| --- | -------------- | ----------- | ------------- | ------------------------- | ----------------------- |
| 1.  | 14. April 1974 | Tokio WCT   | Raymond Moore | Juan Gisbert Roger Taylor | 4:6, 6:2, 6:4           |
| 2.  | 3. Juni 1974   | French Open | Dick Crealy   | Bob Lutz Stan Smith       | 6:3, 6:2, 3:6, 5:7, 6:1 |

#### Finalteilnahmen
| Nr. | Datum              | Turnier     | Partner   | Finalgegner     | Ergebnis                             |               |
| --- | ------------------ | ----------- | --------- | --------------- | ------------------------------------ | ------------- |
| 1.  | 16. September 1973 | Aptos       | Hartplatz | Raymond Moore   | Jeff Austin Fred McNair              | 2:6, 1:6      |
| 2.  | 25. März 1974      | Palm Desert | Hartplatz | Raymond Moore   | Jan Kodeš Vladimír Zedník            | 4:6, 4:6      |
| 3.  | 17. November 1974  | Mumbai      | Sand      | Dick Crealy     | Anand Amritraj Vijay Amritraj        | 4:6, 6:7      |
| 4.  | 6. Januar 1975     | Auckland    | Rasen     | Brian Fairlie   | Bob Carmichael Ray Ruffels           | 6:7 aufgg.    |
| 5.  | 12. Juni 1978      | Brüssel     | Sand      | Vladimír Zedník | Jean-Louis Haillet Antonio Zugarelli | 3:6, 6:4, 5:7 |

## Grand-Slam-Bilanz

### Einzel
| Turnier         | 1982 | 1981 | 1980 | 1979 | 1978 | 1977 | 1976 | 1975 | 1974 | 1973 | 1972 | 1971 | 1970 | 1969 | 1968 | 1967 |
| --------------- | ---- | ---- | ---- | ---- | ---- | ---- | ---- | ---- | ---- | ---- | ---- | ---- | ---- | ---- | ---- | ---- |
| Australian Open | -    | 2R   | 2R   | -    | -    | 2R   | -    | -    | AF   | F    | -    | -    | -    | -    | -    | -    |
| French Open     | 1R   | 1R   | 1R   | -    | 1R   | 1R   | -    | VF   | AF   | 3R   | 3R   | 1R   | 1R   | 1R   | 1R   | -    |
| Wimbledon       | -    | -    | AF   | 2R   | 1R   | 3R   | AF   | 3R   | 1R   | -    | VF   | VF   | 1R   | 2R   | 3R   | 2R   |
| US Open         | -    | -    | 1R   | 1R   | -    | 3R   | 1R   | 3R   | 2R   | VF   | 2R   | 3R   | 2R   | 1R   | -    | -    |

Ziffer = x. Runde,
AF = Achtelfinale,
VF = Viertelfinale,
HF = Halbfinale,
F = Finale,
S = Sieg

### Doppel
| Turnier         | 1982 | 1981 | 1980 | 1979 | 1978 | 1977 | 1976 | 1975 | 1974 | 1973 | 1972 | 1971 | 1970 | 1969 | 1968 | 1967 |
| --------------- | ---- | ---- | ---- | ---- | ---- | ---- | ---- | ---- | ---- | ---- | ---- | ---- | ---- | ---- | ---- | ---- |
| Australian Open | -    | -    | -    | -    | -    | -    | -    | -    | AF   | AF   | -    | -    | -    | -    | -    | AF   |
| French Open     | -    | -    | -    | -    | 3R   | -    | -    | 3R   | S    | 2R   | AF   | 3R   | 1R   | 2R   | 2R   | -    |
| Wimbledon       | -    | 2R   | -    | -    | 2R   | AF   | 3R   | 2R   | 2R   | -    | 3R   | 2R   | AF   | AF   | 2R   | -    |
| US Open         | -    | -    | -    | -    | -    | -    | -    | 3R   | 3R   | AF   | 3R   | VF   | -    | 3R   | -    | -    |

Ziffer = x. Runde,
AF = Achtelfinale,
VF = Viertelfinale,
HF = Halbfinale,
F = Finale,
S = Sieg